# Doble Bragado de 2001
La 66ª edición de la Doble Bragado se disputó desde el 30 de enero hasta el 6 de febrero de 2001, constó de 7 etapas de las cuales una fue contrarreloj individual con una distancia total acumulada de 919 kilómetros.
El ganador fue Edgardo Simon del equipo Supermercados Toledo, fue escoltado en el podio por Guillermo Brunetta del equipo Coach Pergamino y el tercer puesto fue para el entrerriano Gonzalo Salas.

## Equipos participantes
Participaron 103 ciclistas, distribuidos 17 en equipos.
- Keops
- Imperial Cord
- Crush
- Tres de Febrero
- Bianchi
- Supermercados Toledo
- Mar y Sierras-Toledo
- Coach Pergamino
- La Plata
- 25 de Mayo
- Bragado Cicles Club
- Ciudad de Pergamino
- C.C. Amanecer (Uruguay)

## Etapas
| Etapa | Fecha        | Recorrido                 | km       | Ganador              | Líder            |
| 1ª    | 30 de enero  | Caseros - Salto           | 163      | Adrián Gariboldi     | Adrián Gariboldi |
| 2ª    | 31 de enero  | Salto - Pergamino         | 142      | Luis Ministro Moyano | Adrián Gariboldi |
| 3ª    | 1 de febrero | Pergamino - 25 de Mayo    | 226      | Edgardo Simon        | Adrián Gariboldi |
| 4ª    | 2 de febrero | 25 de Mayo - Bragado      | 135      | Alejandro González   | Adrián Gariboldi |
| 5ª    | 3 de febrero | Bragado                   | 19 (CRI) | Edgardo Simon        | Edgardo Simon    |
| 6ª    | 4 de febrero | Circuito en Bragado       | 82       | Rubén Bongiorno      | Edgardo Simon    |
| 7ª    | 5 de febrero | Chivilcoy - Pablo Podestá | 152      | Walter Pérez         | Edgardo Simon    |

## Clasificación final
| Posición | Ciclista           | Equipo               | Tiempo      |
| -------- | ------------------ | -------------------- | ----------- |
|          | Edgardo Simon      | Supermercados Toledo | 18 h 42'14" |
| 2        | Guillermo Brunetta | Coach Pergamino      |             |
| 3        | Gonzalo Salas      |                      |             |